# Jacobs Solutions
Jacobs Solutions Inc. é uma empresa americana de serviços profissionais técnicos internacionais. A empresa fornece serviços de engenharia, técnicos, profissionais e de construção, bem como consultoria científica e especializada para uma ampla gama de clientes em todo o mundo, incluindo empresas, organizações e agências governamentais. A Jacobs classificou-se consistentemente em primeiro lugar nas 500 principais empresas de design de 2018, 2019, 2020 e 2021 da Engineering News-Record (ENR) e nas 50 principais empresas de engenharia sem trincheiras da Trenchless Technology em 2018, 2019, 2020 e 2021. Sua receita anual mundial atingiu mais de US$ 14 bilhões no ano fiscal de 2021 e os ganhos subiram para US$ 477 milhões. :F-4

## Visão geral
A Jacobs Engenharia foi fundada em 1947, por Joseph J. Jacobs. O atual CEO da empresa é Steven J. Demetriou. Ele é o Presidente do Conselho desde 28 de julho de 2016 e é seu CEO e Presidente desde 2015. O presidente e CEO anterior foi Craig L. Martin de 2006 a 2014.
A empresa é negociada publicamente como uma empresa da Fortune 500. Em setembro de 2018, a Jacobs tinha mais de 80.800 funcionários em todo o mundo e mais de 400 escritórios na América do Norte, América do Sul, Europa, Oriente Médio, Austrália, África e Ásia.
Em outubro de 2016, a empresa mudou sua sede de Pasadena, Califórnia, para Dallas, Texas.
Em 9 de agosto de 2017, o Pentágono concedeu um contrato complementar de Pesquisa e Desenvolvimento Integrado para Soluções Empresariais (IRES) de US$ 4,6 bilhões à Jacobs Technology Inc, uma unidade da Jacobs Engineering Group Inc. seu Centro de Operações e Integração de Defesa de Mísseis.
Em outubro de 2018, a Jacobs concordou em vender seu segmento de Energia, Produtos Químicos e Recursos (ECR) para a WorleyParsons.
Em abril de 2021, o Instituto de Tributação e Política Econômica listou as 55 principais empresas que pagaram US$ 0 em impostos para o ano de 2020. O imposto de renda federal de Jacobs para aquele ano foi negativo em $ 37 milhões de dólares para uma alíquota efetiva de -17,4%.